# Cyrtodactylus soba
Espèce
Cyrtodactylus soba est une espèce de geckos de la famille des Gekkonidae.

## Répartition
Cette espèce est endémique du Sri Lanka. Elle se rencontre vers 1 100 m d'altitude dans les monts Knuckles.

## Description
C'est un gecko insectivore.

## Publication originale
- Batuwita & Bahir, 2005 : Description of five new species of Cyrtodactylus (Reptilia: Gekkonidae) from Sri Lanka. The Raffles Bulletin of Zoology, Supplement Series, no 12, p. 351-380 (texte intégral).